# Čistokrevná plemenitba
Čistokrevná plemenitba (pure breeding, true breeding) je metoda šlechtění, kdy rodiče produkují potomky se stejným fenotypem. Čistokrevná plemenitba selektuje homozygoty s velice podobným genofondem udržitelným po mnoho generací.
Její základ je cílené šlechtění (selective breeding). Jsou stanoveny plemenné standardy, ve kterých je přesně popsán fenotyp plemene (výška, váha, přípustné zbarvení, plemenné znaky). Je vedena plemenná kniha se všemi předky a čistokrevnými potomky. Jsou prováděny soutěže a bonitace, které plemenné jedince zařadí do kategorií, ty výjimečné ocení.
Přírodní výběr stvořil živočišné druhy. Umělá selekce (artificial selection) stvořila plemena zvířat (odrůdy rostlin).

## Šlechtění

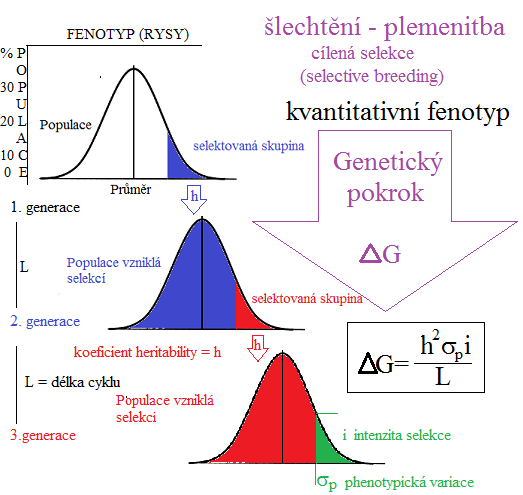
Genetický pokrok u cílené selekce

Šlechtění je metoda stará 40 tisíc let, je podstatou domestikace.  Vychází ze dvou principů:
A: Cílená selekce fenotypu
B: Genetická selekce

### A: Cílená selekce fenotypu
Chováme (pěstujeme) jen takové jedince, kteří se nám líbí, prospívají nám, mají větší užitkovost, jsou výnosnější. Přírodní selekci (natural selection) jsme nahradili umělou selekcí (artificial selection). Základem selekce je fenotyp (vzhled) jedince.

### B: Genetická selekce
Samice předá vajíčku jednu alelu, samec předá spermii druhou alelu, oplodněním vznikne gen (složený ze dvou alel).
Jinak řečeno: Somatické buňky mají diploidní počet chromozomů. Během meiózy se diploidní počet mění na haploidní, zcela náhodně se do pohlavních buněk (vajíčka a spermie) předávají alely dominantní nebo recesivní. Po oplodnění splynou alely samce (náhodná půlka alel samce) s alelami samice (náhodná půlka alel samice), vznikne nová somatická buňka (každý gen je z půlky samčí a z půlky samičí).
Teoreticky lze pohlavní rozmnožování převést do matematických vzorečků, ale prakticky to umíme jen u nepatrného promile jednoduše děděných znaků.
Základem pro genetický výběru rodičů není dodnes matematika, ale fenotyp. Samce s nejlepším fenotypem připustíme na samici s nejlepším fenotypem a sledujeme, zda potomci v několika následujících generacích zlepší sledované znaky. Rodiče zlepšovatelé jsou žádaní a mají hodně potomků.
Genetické inženýrství mění zažité metody množení. Zvyšuje (zrychluje) genetický pokrok. Matematický modeling zkracuje generační interval. Moderní metody šlechtění se používají pouze u některých hospodářských plemen, u společenských plemen jsou zakázány.

## Výběr rodičů
Výběr rodičů je základ všech forem plemenitby. Čistokrevná plemenitba vychází ze selekce fenotypu.
Příliš úzká plemenitba (inbreedin) upevňuje znaky, ale může vést k degeneraci (inbreeding depresion). Zužuje se genotyp populace.
Příliš vzdálená plemenitba (outbreeding) zvyšuje odolnost potomků a často i užitkovost, ale může vést ke zpětnému štěpení a také k degeneraci (outbreeding depresion). Rozšiřuje se genotyp populace.
Oba extrémy (inbreeding,outbreeding) jsou součástí čistokrevné plemenitby (true breeding), ale tvoří jen malou okrajovou část čistokrevné populace, z genetického hlediska tu nejriskantnější. Zda pokusy zúžit či rozšířit genotyp čistého plemene skončí kolapsem či úspěchem, se prokáže až za mnoho generací.
Křížením plemen či odrůd lze dosáhnout větší výnos v jedné či více generacích, ale z dlouhodobého hlediska končí většinou degenerací, zánikem hybridů (viz heterózní efekt).

## Plemenná hodnota
Chovatelé provádějí kontrolu užitkovosti (bonitace, úspěchy v závodech). Veterinární lékaři provádějí kontrolu dědičnosti zdraví. Plemenáři provádějí kontrolu dědičnosti sledovaných ukazatelů. Z naměřených hodnot se vypočítá pro každého plemeníka (plemenici) plemenná hodnota (PH).
PH vyjadřuje, o kolik jsou v průměru potomci plemeníka lepší v konkrétním ukazateli, než je průměr plemene. Relativní plemenná hodnota (RPH) je vyjádření dědičnosti plemeníka v procentech.
Důležité je počítat všechny potomky, nevybírat si jen některé.
Správně odhadnutá plemenná hodnota plemeníka se s věkem snižuje. Je to způsobeno pokrokem plemene. Než plemeník zestárne, populace se posune dál. Noví plemeníci mají před starými genetický náskok. Průměr užitkovosti stoupá, proto se má PH pro stejného plemeníka počítat každoročně.

## Koeficientheritability- h2(procento spolehlivosti)
Vedle znaků je důležité znát i koeficient heritability h2 (míru dědičnosti). Ten může být v rozmezí od 0 až 1, přičemž 0 znamená žádný přenos sledovaného znaku a 1 úplná dědičnost znaku (100% přenos na potomky). Například zmasilost má vysoký koeficient (nad 0,5), zatímco plodnost má nízký (h2<0,3). Koeficient je typický pro danou vlastnost a populaci (různá plemena mají odlišné koeficienty heritability pro stejné znaky).
Různí jedinci mají mírně odlišnou hodnotu h2. Někdy se vyjadřuje jako procento spolehlivosti plemeníka, tedy u kolika procent potomků se daný znak přenesl na potomky.
Nejčastěji se hodnotí sada znaků, například zevnějšek, výkonnost, dojivost, užitkovost jako celek.

## Genetický pokrok
Čím máme širší genetickou základnu (více čistokrevných jedinců), tím rychlejší může být genetický pokrok
1. Odhad koeficientu heritability (h =odhaduje se genotyp potomků). Rodiče s vysokým koeficientem heritability pro konkrétní sadu selektovaných znaků jsou žádaní.
2. Stanoví se selekční tlak (i = intenzita selekce). Vyjadřuje, jak velkou část populace vybíráme pro další plemenitbu.
3: Stanoví se generační interval (L = délka cyklu, obvykle jedna generace).
4. Stanoví se znaky, které momentálně selektujeme (například velkou záď u masných plemen skotu). Selektované znaky jsou zahrnuty v ukazateli různost fenotypu (phenotypic variation = sp)
Genetický pokrok: ΔG = h2 *sp*i / L
sp je pfenotypická variace (různost sledovaných znaků). Vypočítá se jako součet odchylek užitkovosti jednotlivých phenotypů (P1,P2…Pn) od průměrné užitkovosti (øP).
sp 2=  [(P1-øP)2 + (P2 -øP )2+…+(Pn -øP)2]/n

## Různost fenotypu
Pokud rozmnožování živočišného druhu probíhá historicky na základě panmixie (náhody), pak neexistují plemena ani linie, fenotyp je v dané lokalitě jednotný.
Ke změně fenotypu dochází po přemístění na jinou lokalitu. Aklimatizace často znamená změnu velikosti, zbarvení, kondice, přizpůsobování se novým podmínkám. Změny mohou vést ke vzniku nových plemen.
Různost fenotypu sp je dána růzností genotypu (sg) plus prostředím (se). V kvantitativní genetice je vzorec:
sp2=sg2+se2
Základní vzoreček lze rozšířit o chybu (Serror) a neznámý faktor součinnosti genotypu a prostředí (Sg+e).
Přesnější vyjádření pravděpodobnosti různosti fenotypu je potom: sp2=sg2+se2+Serror2+Sg+e2

## Genetická hodnota
Genetická hodnota (G) vyjadřuje vliv genů na sebe sama. Zahrnuje nepřídavné genetické efekty (non additive effects) jako je dominance. Dominance je způsobena kombinací dvou alel, proto nemůže být předávána potomkům. (Rodič předává jen jednu alelu, proto není dominance dědičná.)
Plemenná hodnota (A) vyjadřuje vliv genů na potomky. Zahrnuje přídatný genetický efekt (=additive effect).
Dominance Deviation (D) je rozdíl mezi předpokládanou a skutečnou genetickou hodnotou danou jedním genem (dvěma alelami na stejném lokusu). Tato teorie počítá s jednoduchou dědičností znaků tak, jak ji popsal Mendel u hrachu: Aa= (AA+aa)/2. Ve skutečnosti tomu tak není. Rozdíl mezi výpočtem a realitou označila jako D.
G=A+D

## Metody čistokrevné plemenitby
1. 1. Utužování standardu (pravá čistokrevná plemenitba).
2. Příbuzenská plemenitba (čištění krve) – zvýraznění znaků jednoho z rodičů
3. Liniová plemenitba (posilování znaků typických pro danou linii plemene)
4. Interliniová plemenitba (zmenšování rozdílů mezi liniemi jednoho plemene)
5. Osvěžení krve (jednorázové připuštění stejným plemenem chovaným v odlišných podmínkách (např. v jiném státu)
6. Pozměňovací křížení (opakované připouštění jinou linií s cílem změnit některý znak).

Není možné v rámci čistokrevné plemenitby připouštět odlišné plemeno.
Některá národní pravidla povolují přilití krve (připuštění podobným plemenem) za čistokrevnou plemenitbu. V tom případě se za plemeníka vydávají jedinci, kteří mají v rodokmenu i rodiče z dvou odlišných plemen. Obecně je to nepřípustné. Správně je takové potomky možno považovat za čistokrevné až po 6 generacích.